# 까망고양이 비비
까망고양이 비비(1996년 4월 7일 ~)는 대한민국의 작곡가, 가수다. 2010년 EP 앨범 [The Purple Chamber]로 데뷔했다.

## 학력
- 서울예술고등학교 작곡
- 서울대학교 작곡

## 방송
- 창작의 신 : 국민 작곡가의 탄생 (2018) - Top26(26위)